# 3380 Авадзі
3380 Авадзі (3380 Awaji) — астероїд головного поясу, відкритий 15 березня 1940 року.
Тіссеранів параметр щодо Юпітера — 3,306.